# Gallargues-le-Montueux
Gallargues-le-Montueux település Franciaországban, Gard megyében. Lakosainak száma 3615 fő (2022. január 1.). Gallargues-le-Montueux Aimargues, Aigues-Vives, Aubais, Lunel és Villetelle községekkel határos.

## Népesség
A település népességének változása:
| Lakosok száma | 1354 | 1633 | 1988 | 3002 | 3476 | 3669 | 3708 | 3632 | 3596 | 3615 |
|               | 1968 | 1982 | 1990 | 2006 | 2013 | 2015 | 2017 | 2019 | 2020 | 2022 |